# Garvin, Minnesota
Garvin är en ort i Lyon County i delstaten Minnesota, USA.